# Liste der Kulturdenkmale in Weimar (Einzeldenkmale)

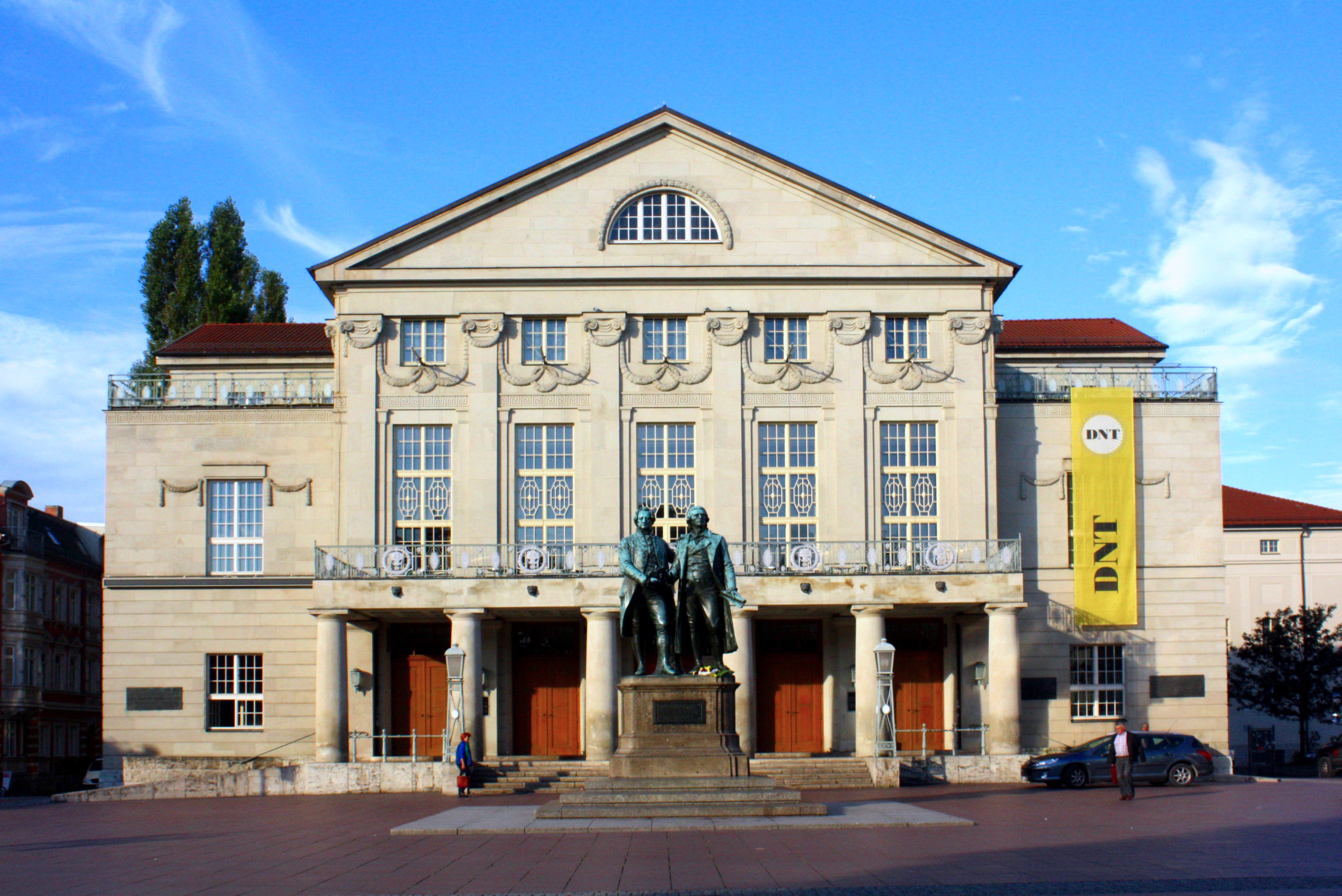
Das Deutsche Nationaltheater mit dem Goethe-Schiller-Denkmal

Die Liste der Kulturdenkmale in Weimar (Einzeldenkmale) umfasst die als Einzeldenkmale erfassten Kulturdenkmale der thüringischen Stadt Weimar, die vom Thüringischen Landesamt für Denkmalpflege und Archäologie als Bau- und Kunstdenkmale auf dem Gebiet der Stadt mit Stand vom 20. November 2013 erfasst wurden.
Die als Sachgesamtheiten und Ensembles nach dem Thüringer Denkmalschutzgesetz (ThDSchG) erfassten Kulturdenkmale sind in der Liste der Kulturdenkmale in Weimar (Sachgesamtheiten und Ensembles) aufgeführt.

## Legende
- Bild: zeigt ein Bild des Kulturdenkmals und gegebenenfalls einen Link zu weiteren Fotos des Kulturdenkmals im Medienarchiv Wikimedia Commons
- Bezeichnung: Name, Bezeichnung oder die Art des Kulturdenkmals
- Lage: Wenn vorhanden Straßenname und Hausnummer des Kulturdenkmals; Grundsortierung der Liste erfolgt nach dieser Adresse. Der Link Karte führt zu verschiedenen Kartendarstellungen und nennt die Koordinaten des Kulturdenkmals.
 Kartenansicht, um Koordinaten zu setzen – in dieser Kartenansicht sind Kulturdenkmale ohne Koordinaten mit einem roten bzw. orangen Marker dargestellt und können in der Karte gesetzt werden. Kulturdenkmale ohne Bild sind mit einem blauen bzw. roten Marker gekennzeichnet, Kulturdenkmale mit Bild mit einem grünen bzw. orangen Marker.
- Datierung: gibt das Jahr der Fertigstellung beziehungsweise das Datum der Erstnennung oder den Zeitraum der Errichtung an
- Beschreibung: bauliche und geschichtliche Einzelheiten des Kulturdenkmals, vorzugsweise die Denkmaleigenschaften
- ID: Die ID identifiziert das Kulturdenkmal eindeutig. In Thüringen sind aktuell keine IDs veröffentlicht. In der ID-Spalte kann sich auch folgendes Icon  befinden, dies führt zu Angaben zu diesem Kulturdenkmal bei Wikidata.

## Denkmalliste
| Bild                           | Bezeichnung                           | Lage                                             | Datierung | Beschreibung | ID |
| ------------------------------ | ------------------------------------- | ------------------------------------------------ | --------- | --- | -- |
| Fotos hochladen                | Versicherungsgebäude                  | Abraham-Lincoln-Straße 1 (Karte)                 |           | Geschäftshaus |    |
| weitere Bilder Fotos hochladen | Wohn- und Geschäftshaus               | Abraham-Lincoln-Straße 2 (Karte)                 |           | Wohn- und Geschäftshaus |    |
| Fotos hochladen                | Wohnhaus                              | Abraham-Lincoln-Straße 4 (Karte)                 |           | Wohnhaus |    |
| weitere Bilder Fotos hochladen | Wohn- und Geschäftshaus               | Abraham-Lincoln-Straße 6 (Karte)                 |           | Wohn- und Geschäftshaus |    |
| weitere Bilder Fotos hochladen | Wohnhaus                              | Abraham-Lincoln-Straße 8 (Karte)                 |           | Wohnhaus |    |
| weitere Bilder Fotos hochladen | Wohnhaus                              | Abraham-Lincoln-Straße 12 (Karte)                |           | Wohnhaus |    |
| weitere Bilder Fotos hochladen | Wohnhaus                              | Abraham-Lincoln-Straße 20 (Karte)                |           | Wohnhaus |    |
| weitere Bilder Fotos hochladen | Wohnhaus                              | Abraham-Lincoln-Straße 23 (Karte)                |           | Wohnhaus |    |
| weitere Bilder Fotos hochladen | Brunnen                               | Ackerwand (Karte)                                | 1847      | Brunnen am Haus Frau von Stein, Sandstein, von Carl Dornberger, Steinmetz in Bad Berka geschaffen; gestiftet von Maria Pawlowna; |    |
| Fotos hochladen                | Kindergarten                          | Ackerwand 13 (Karte)                             |           | Kindergarten |    |
| Fotos hochladen                | Wohnhäuser                            | Ackerwand 15/17 (Karte)                          |           | In der Ackerwand 15 befand sich bis in die 1990er Jahre das Weimarer Sozialamt. |    |
| Fotos hochladen                | Wohnhaus                              | Ackerwand 23 (Karte)                             |           | Eingangsflur und Treppenhaus enthalten noch die reichhaltige bauzeitliche Ornamentierung |    |
| weitere Bilder Fotos hochladen | Wohnhaus                              | Ackerwand 25/27 (Karte)                          |           | Haus der Frau von Stein |    |
| Fotos hochladen                | Bauhaus-Universität                   | Albrecht-Dürer-Straße 2 (Karte)                  |           | ehem. Offiziersheim, heute Bauhaus-Universität |    |
| Fotos hochladen                | Kammergebäude                         | Albrecht-Dürer-Straße 6b (Karte)                 |           | Kammergebäude (zur Kaserne Leibnizallee siehe auch Carl-Alexander-Platz, Carl-Ferdinand-Streichhan-Straße, Leibnizallee) |    |
| weitere Bilder Fotos hochladen | Pogwischhaus                          | Am Horn 4a (Karte)                               |           | Pogwischhaus mit Garten und Fachwerkpavillon |    |
| weitere Bilder Fotos hochladen | Villa Ithaka                          | Am Horn 25 (Karte)                               |           | Villa Ithaka |    |
| BW                             | Wohnhaus                              | Am Horn 39 (Karte)                               |           | Wohnhaus mit Grundstück |    |
| BW                             | Wohnhaus                              | Am Horn 53 (Karte)                               |           | Wohnhaus mit Grundstück |    |
| BW                             | Wohnhaus                              | Am Horn 55 (Karte)                               |           | Wohnhaus mit Grundstück |    |
| weitere Bilder Fotos hochladen | Haus Am Horn                          | Am Horn 61 (Karte)                               |           | Haus Am Horn, mit Grundstück |    |
| BW                             | Werkhalle                             | Am Industriepark 7 (Karte)                       |           | Halle I des ehem. Weimar-Werks, vgl. auch Otto-Schott-Straße |    |
| weitere Bilder Fotos hochladen | Jakobskirche                          | Am Jakobskirchhof (Karte)                        |           | Ev.-luth. Jakobskirche und Jakobsfriedhof - innerhalb und einschließlich der Ummauerung Am Jakobskirchhof, Friedensgasse, westliche Bebauung Jakobstraße mit Kassengewölbe sowie verschiedenen Grabstätten |    |
| weitere Bilder Fotos hochladen | Jakobskirche und Jakobsfriedhof       | Am Jakobskirchhof 2 (Karte)                      |           | siehe Ev.-luth. Jakobskirche und Jakobsfriedhof |    |
| Fotos hochladen                | Feodoraheim                           | Am Jakobskirchhof 4 (Karte)                      |           | Feodoraheim |    |
| weitere Bilder Fotos hochladen | Straßenbahndepot                      | Am Kirschberg 4 (Karte)                          |           | Straßenbahndepot und E-Werk mit Kühlturm |    |
| Fotos hochladen                | Villa                                 | Am Kirschberg 35 (Karte)                         |           | Villa Drohsin |    |
| weitere Bilder Fotos hochladen | Vereinsmühle                          | Am Kirschberg 36 (Karte)                         |           | Vereinsmühle |    |
| Fotos hochladen                | Wohn- und Geschäftshaus               | Am Palais 1 (Karte)                              |           | Wohn- und Geschäftshaus |    |
| Fotos hochladen                | Wohnhaus                              | Am Palais 2 (Karte)                              |           | Wohnhaus |    |
| weitere Bilder Fotos hochladen | Wittumspalais                         | Am Palais 3 (Karte)                              |           | ehem. Wittumspalais der Anna Amalia mit Nebengebäuden |    |
| Fotos hochladen                | Musikhochschule                       | Am Palais 4 (Karte)                              |           | Musikhochschule, ehem. Franziskanerkirche |    |
| weitere Bilder Fotos hochladen | Denkmal                               | Am Poseckschen Garten (Karte)                    |           | Denkmal für Ernst von Wildenbruch |    |
| weitere Bilder Fotos hochladen | Historischer Friedhof                 | Am Poseckschen Garten (Karte)                    |           | Historischer Friedhof, s. a. Hauptfriedhof |    |
| weitere Bilder Fotos hochladen | Schießhaus                            | Am Schießhaus 1 (Karte)                          |           | Schießhaus einschließlich Schießhausplatz und Militärbaracken |    |
| Fotos hochladen                | Wohnhaus                              | Am Schönblick 4 (Karte)                          |           | Wohnhaus |    |
| Fotos hochladen                | Wohnhaus                              | Am Schönblick 9 (Karte)                          |           | Wohnhaus |    |
| Fotos hochladen                | Hotel Amalienhof                      | Amalienstraße 2 (Karte)                          |           | Christliches Hotel |    |
| Fotos hochladen                | Gymnasium                             | Amalienstraße 4 (Karte)                          |           | Goethe-Gymnasium mit Turnhalle |    |
| Fotos hochladen                | Museum                                | Amalienstraße 6 (Karte)                          |           | Donndorf-Museum, s. Humboldtstraße 11 |    |
| Fotos hochladen                | Wohnhaus                              | Amalienstraße (Karte)                            |           | Wohnhaus |    |
| Fotos hochladen                | Wohnhaus                              | Amalienstraße 17 (Karte)                         |           | Wohnhaus mit Ateliergebäude |    |
| BW                             | Wohnhaus                              | Arnold-Böcklin-Straße 5 (Karte)                  |           | Wohnhaus mit Garage und Garten |    |
| Fotos hochladen                | Wohnhaus                              | Asbachstraße 10a (Karte)                         |           | Wohnhaus |    |
| Fotos hochladen                | Wohnhaus                              | Asbachstraße 18 (Karte)                          |           | Wohnhaus |    |
| Fotos hochladen                | Wohnhaus                              | August-Bebel-Platz 3 (Karte)                     |           | Wohnhaus |    |
| Fotos hochladen                | Wohnhaus                              | August-Bebel-Platz 4 (Karte)                     |           | Wohnhaus, siehe auch Schubertstraße 37 und Trierer Straße 38 |    |
| weitere Bilder Fotos hochladen | Katholische Kirche                    | August-Frölich-Platz (Karte)                     |           | Röm.-kath. Herz-Jesu Kirche, s. Paul-Schneider-Straße 1 |    |
| BW                             | Wasserturm                            | Bahnstraße 1 (Karte)                             |           | Wasserturm mit Übernachtungsgebäude |    |
| Fotos hochladen                | Wohnhaus                              | Bauhausstraße 8, 8a (Karte)                      |           | Wohnhaus mit Nebengebäude |    |
| Fotos hochladen                | Bauhaus-Universität                   | Bauhausstraße 11 (Karte)                         |           | ehem. Ärztehaus, heute Bauhaus-Universität |    |
| Fotos hochladen                | Wohnhaus                              | Bauhausstraße 18 (Karte)                         |           | Wohnhaus |    |
| Fotos hochladen                | Dingelstedt-Haus                      | Beethovenplatz 2 (Karte)                         |           | Dingelstedt-Haus |    |
| weitere Bilder Fotos hochladen | Staatsarchiv                          | Beethovenplatz 3 (Karte)                         |           | Thüringische Hauptstaatsarchiv |    |
| Fotos hochladen                | Wohnhaus                              | Belvederer Allee 1 (Karte)                       |           | Wohnhaus |    |
| Fotos hochladen                | Wohnhaus                              | Belvederer Allee 2, 2a (Karte)                   |           | Wohnhaus mit Seitenflügel |    |
| Fotos hochladen                | Wohnhaus                              | Belvederer Allee 3 (Karte)                       |           | Wohnhaus mit Remise und Garten |    |
| weitere Bilder Fotos hochladen | Haus Streichhan                       | Belvederer Allee 5 (Karte)                       |           | Haus Streichhan mit Nebengebäude und Garten |    |
| Fotos hochladen                | Verwaltungsgebäude                    | Belvederer Allee 6 (Karte)                       |           | Verwaltungsgebäude |    |
| Fotos hochladen                | Prellerhaus                           | Belvederer Allee 8 (Karte)                       |           | Prellerhaus mit Nebengebäude, Freisitz und Garten |    |
| Fotos hochladen                | Wohnhaus                              | Belvederer Allee 12 (Karte)                      |           | Wohnhaus |    |
| Fotos hochladen                | Wohnhaus                              | Belvederer Allee 17 (Karte)                      |           | Wohnhaus mit Nebengebäuden und Grundstück |    |
| Fotos hochladen                | Verwaltungsgebäude                    | Belvederer Allee 19 (Karte)                      |           | Verwaltungsgebäude |    |
| BW                             | Wohnhaus                              | Belvederer Allee 28 (Karte)                      |           | Wohnhaus |    |
| BW                             | Wohnhaus                              | Belvederer Allee 30 (Karte)                      |           | Wohnhaus |    |
| BW                             | Wohnhaus                              | Belvederer Allee 37 (Karte)                      |           | Wohnhaus |    |
| BW                             | Wohnhaus                              | Belvederer Allee 48 (Karte)                      |           | Wohnhaus |    |
| weitere Bilder Fotos hochladen | Haus „Hohe Pappeln“                   | Belvederer Allee 58 (Karte)                      | 1907      | Museum der Klassik Stiftung Weimar. Ehemaliges Wohnhaus Henry van de Veldes in Weimar. |    |
| BW                             | Ateliergebäude                        | Belvederer Allee 59 (Karte)                      |           | Ateliergebäude van de Velde |    |
| Fotos hochladen                | Wohnhaus                              | Berkaer Straße 1 (Karte)                         |           | Wohnhaus |    |
| Fotos hochladen                | Altenheim                             | Berkaer Straße 2 (Karte)                         |           | Altenheim, ehemals Albert-Voigt-Stift |    |
| Fotos hochladen                | Wohnhaus                              | Berkaer Straße 9 (Karte)                         |           | Wohnhaus |    |
| Fotos hochladen                | Wohnhaus                              | Berkaer Straße 15 (Karte)                        |           | Wohnhaus |    |
| Fotos hochladen                | Wohnhaus                              | Berkaer Straße 17 (Karte)                        |           | Wohnhaus |    |
| Fotos hochladen                | Wohnhaus                              | Berkaer Straße 19 (Karte)                        |           | Wohnhaus |    |
| Fotos hochladen                | Wohnhaus                              | Berkaer Straße 21 (Karte)                        |           | Wohnhaus |    |
| BW                             | Wohnhaus                              | Berkaer Straße 51 (Karte)                        |           | Wohnhaus |    |
| weitere Bilder Fotos hochladen | Fürnberg-Schule                       | Bodelschwinghstraße 78 (Karte)                   |           | Fürnberg-Schule mit Sporthalle und Freiraumgestaltung |    |
| weitere Bilder Fotos hochladen | Kreuzkirche                           | Böhlaustraße 2 (Karte)                           |           | Ev.-Luth. Kreuzkirche, Architekt: Rudolf Zapfe |    |
| BW                             | Wohnhaus                              | Böhlaustraße 7/9 (Karte)                         |           | Wohnhaus |    |
| weitere Bilder Fotos hochladen | Wohnhaus                              | Brahmsstraße 1 (Karte)                           |           | Wohnhaus, s. Brucknerstraße 11 |    |
| weitere Bilder Fotos hochladen | Wohnhaus                              | Brahmsstraße 12 (Karte)                          |           | Wohnhaus |    |
| weitere Bilder Fotos hochladen | Wohnhaus                              | Brauhausgasse 2 (Karte)                          |           | Wohnhaus, siehe Schillerstraße 1 |    |
| weitere Bilder Fotos hochladen | Bernstorffsches Haus                  | Brauhausgasse 10 (Karte)                         |           | Bernstorffsches Haus |    |
| Fotos hochladen                | Eckermannhaus                         | Brauhausgasse 13 (Karte)                         |           | Eckermannhaus |    |
| Fotos hochladen                | Wohn- und Geschäftshaus               | Brauhausgasse 17 (Karte)                         |           | Wohn- und Geschäftshaus Deinhardtsche Brauerei, s. auch Schützengasse 9 und Steubenstraße 6a und 8 |    |
| weitere Bilder Fotos hochladen | Wohnhaus                              | Brennerstraße 2 (Karte)                          |           | Wohnhaus |    |
| weitere Bilder Fotos hochladen | Wohnhaus                              | Brennerstraße 8 (Karte)                          |           | Wohnhaus |    |
| weitere Bilder Fotos hochladen | Wohnhaus                              | Brucknerstraße 11 (Karte)                        |           | Wohnhaus, s. Brahmstraße 1 |    |
| weitere Bilder Fotos hochladen | Wohnhaus                              | Brucknerstraße 29 (Karte)                        |           | Wohnhaus der Scheidemantelsche Fabrik s. Schwanseestr. 41 |    |
| Fotos hochladen                | Wohnhaus                              | Brühl 6 (Karte)                                  |           | Wohnhaus |    |
| Fotos hochladen                | Carlsmühle                            | Brühl 28, 28a (Karte)                            |           | Carlsmühle |    |
| weitere Bilder Fotos hochladen | Thälmann-Denkmal                      | Buchenwaldplatz (Karte)                          |           | Denkmal für Ernst Thälmann mit Platzgestaltung |    |
| weitere Bilder Fotos hochladen | Wohn- und Geschäftshaus               | Burgplatz 1 (Karte)                              |           | Wohn- und Geschäftshaus |    |
| Fotos hochladen                | Wohn- und Geschäftshaus               | Burgplatz 3/5/7 (Karte)                          |           | Wohn- und Geschäftshaus |    |
| Fotos hochladen                | Residenzschloss                       | Burgplatz 4 (Karte)                              |           | ehem. Residenzschloss mit sog. Bastille mit Torhaus, Hofdamenhaus und Schloßturm |    |
| Fotos hochladen                | Streichhan-Kaserne                    | Carl-Alexander-Platz 1 (Karte)                   |           | Streichhan-Kaserne, s. auch Carl-Ferdinand-Streichhan 4, 4a, 5, Leibnizallee 10, 10a und 10b, Albrecht-Dürer-Straße 2, 6b |    |
| Fotos hochladen                | Geologisches Landesamt                | Carl-August-Allee 8/10 (Karte)                   |           | Geologisches Landesamt |    |
| weitere Bilder Fotos hochladen | Stegmannsches Haus                    | Carl-August-Allee 9 (Karte)                      |           | Stegmannsches Haus |    |
| Fotos hochladen                | Wohnhaus                              | Carl-August-Allee 12 (Karte)                     |           | Wohnhaus |    |
| weitere Bilder Fotos hochladen | Geschäftshaus                         | Carl-August-Allee 16 (Karte)                     |           | ehem. Hotel, Geschäftshaus |    |
| BW                             | Mannschaftsgebäude                    | Carl-Ferdinand-Streichhan-Str. 4 (Karte)         |           | Mannschaftsgebäude der Gewehrkompagnie |    |
| BW                             | Mannschaftsgebäude                    | Carl-Ferdinand-Streichhan-Str. 4a (Karte)        |           | Mannschaftsgebäude |    |
| BW                             | Verheiratetenwohnhaus                 | Carl-Ferdinand-Streichhan-Str. 5 (Karte)         |           | Verheiratetenwohnhaus |    |
| weitere Bilder Fotos hochladen | Justizgebäude                         | Carl-von-Ossietzky-Straße 60 (Karte)             |           | Justizgebäude mit Gefängnis; Amtsgericht Weimar |    |
| weitere Bilder Fotos hochladen | Goethes Gartenhaus                    | Corona-Schröter-Weg 1 (Karte)                    |           | Goethes Gartenhaus |    |
| weitere Bilder Fotos hochladen | Ackerbürgerscheunen                   | Coudraystraße 1, 3, 5 (Karte)                    |           | Ackerbürgerscheunen |    |
| weitere Bilder Fotos hochladen | Fachschule für Sozialpädagogik        | Coudraystraße 10/12 (Karte)                      |           | ehem. Landbundhaus mit Druckerei, heute Fachschule für Sozialpädagogik, s. auch Schwanseestraße 9/11 |    |
| weitere Bilder Fotos hochladen | Bauhaus-Universität                   | Coudraystraße 11 (Karte)                         |           | Gebäude der Bauhaus-Universität, Friedrich-August-Finger-Bau |    |
| weitere Bilder Fotos hochladen | Bauhaus-Universität, Coudraystraße 13 | Coudraystraße 13 (Karte)                         |           | Gebäude der Bauhaus-Universität |    |
| weitere Bilder Fotos hochladen | Wohnhaus                              | Cranachstraße 1 (Karte)                          |           | Wohnhaus |    |
| weitere Bilder Fotos hochladen | Wohnhaus                              | Cranachstraße 2 (Karte)                          |           | Wohnhaus |    |
| weitere Bilder Fotos hochladen | Wohnhaus                              | Cranachstraße 3 (Karte)                          |           | Wohnhaus |    |
| weitere Bilder Fotos hochladen | Wohnhaus                              | Cranachstraße 4 (Karte)                          |           | Wohnhaus |    |
| weitere Bilder Fotos hochladen | Wohnhaus                              | Cranachstraße 6 (Karte)                          |           | Wohnhaus |    |
| weitere Bilder Fotos hochladen | Wohnhaus                              | Cranachstraße 8 (Karte)                          |           | Wohnhaus |    |
| weitere Bilder Fotos hochladen | Wohnhaus                              | Cranachstraße 9 (Karte)                          |           | Wohnhaus |    |
| weitere Bilder Fotos hochladen | Wohnhaus                              | Cranachstraße 10 (Karte)                         |           | Wohnhaus |    |
| weitere Bilder Fotos hochladen | Wohnhaus                              | Cranachstraße 11 (Karte)                         |           | Wohnhaus |    |
| weitere Bilder Fotos hochladen | Wohnhaus                              | Cranachstraße 12 (Karte)                         |           | Wohnhaus |    |
| weitere Bilder Fotos hochladen | Wohnhaus                              | Cranachstraße 13 (Karte)                         |           | Wohnhaus |    |
| weitere Bilder Fotos hochladen | Wohnhaus                              | Cranachstraße 15 (Karte)                         |           | Wohnhaus |    |
| weitere Bilder Fotos hochladen | Wohnhaus                              | Cranachstraße 21 (Karte)                         |           | Wohnhaus |    |
| weitere Bilder Fotos hochladen | Wohnhaus                              | Cranachstraße 25 (Karte)                         |           | Wohnhaus |    |
| weitere Bilder Fotos hochladen | Wohnhaus                              | Cranachstraße 28a (Karte)                        |           | Wohnhaus |    |
| weitere Bilder Fotos hochladen | Wohnhaus                              | Cranachstraße 29 (Karte)                         |           | Wohnhaus |    |
| weitere Bilder Fotos hochladen | Wohnhaus                              | Cranachstraße 30 (Karte)                         |           | Wohnhaus |    |
| weitere Bilder Fotos hochladen | Wohnhaus                              | Cranachstraße 38 (Karte)                         |           | Wohnhaus, s. auch Richard-Wagner-Str. 18 |    |
| weitere Bilder Fotos hochladen | Wohnhaus                              | Cranachstraße 42 (Karte)                         |           | Wohnhaus mit Grundstück |    |
| weitere Bilder Fotos hochladen | Dürckheimsches Palais                 | Cranachstraße 47 (Karte)                         |           | Dürckheimsches Palais |    |
| weitere Bilder Fotos hochladen | Beamtenwohnhäuser                     | Cranachstraße 48, 49 (Karte)                     |           | Beamtenwohnhäuser, s. Schwabestraße 9, 11, 18, 20, 22, 24 |    |
| Fotos hochladen                | Wohnhaus                              | Dingelstedtstraße 1 (Karte)                      |           | Wohnhaus |    |
| Fotos hochladen                | Wohnhaus                              | Dingelstedtstraße 2 (Karte)                      |           | Wohnhaus |    |
| BW                             | Bahnbetriebswerk                      | Eduard-Rosenthal-Straße (Karte)                  |           | Bahnbetriebswerk Weimar mit technischer Ausstattung |    |
| BW                             | Villa                                 | Eduard-Rosenthal-Straße 30 (Karte)               |           | Villa und Pensionat Weiß mit Garten |    |
| BW                             | Wohnhaus                              | Eduard-Rosenthal-Straße 41 (Karte)               |           | Wohnhaus |    |
| weitere Bilder Fotos hochladen | Gasthaus                              | Eisfeld 12 (Karte)                               |           | Gasthaus „Sächsischer Hof“ |    |
| weitere Bilder Fotos hochladen | Torhaus                               | Erfurter Straße 1 (Karte)                        |           | Torhaus |    |
| weitere Bilder Fotos hochladen | Wohnhaus                              | Erfurter Straße 19 (Karte)                       |           | Wohnhaus |    |
| Fotos hochladen                | Versicherungsgebäude                  | Erfurter Straße 38 (Karte)                       |           | Versicherungsgebäude |    |
| weitere Bilder Fotos hochladen | Doppelwohnhaus                        | Ernst-Kohl-Straße 2/4 (Karte)                    |           | Doppelwohnhaus |    |
| weitere Bilder Fotos hochladen | Doppelwohnhaus                        | Ernst-Kohl-Straße 27/29 (Karte)                  |           | Doppelwohnhaus |    |
| weitere Bilder Fotos hochladen | Doppelwohnhaus                        | Ernst-Kohl-Straße 31/33 (Karte)                  |           | Doppelwohnhaus |    |
| weitere Bilder Fotos hochladen | Wohnhaus                              | Ernst-Thälmann-Straße 11 (Karte)                 |           | Wohnhaus |    |
| weitere Bilder Fotos hochladen | Wohn- und Geschäftshaus               | Ernst-Thälmann-Straße 31/33/35 (Karte)           |           | Wohn- und Geschäftshaus |    |
| weitere Bilder Fotos hochladen | Wohnhaus                              | Ernst-Thälmann-Straße 65 (Karte)                 |           | Wohnhaus |    |
| BW                             | Flak-Kaserne                          | Ettersburger Straße (Karte)                      |           | Flak-Kaserne (2011 abgerissen) |    |
| weitere Bilder Fotos hochladen | Todesmarschstele                      | Ettersburger Straße (Karte)                      |           | Todesmarschstele |    |
| Fotos hochladen                | Herders Ruh                           | Ettersburger Straße (Karte)                      |           | Herders Ruh |    |
| weitere Bilder Fotos hochladen | Offizierskasino                       | Ettersburger Straße 110 (Karte)                  |           | ehem. Offizierskasino (abgerissen) |    |
| Fotos hochladen                | Bronzerelief                          | Falkstraße 7 (Karte)                             |           | Bronzerelief von J. Falk am ehem. Falkheim |    |
| Fotos hochladen                | Goethebrunnen                         | Frauenplan (Karte)                               |           | Goethebrunnen |    |
| Fotos hochladen                | Goethehaus                            | Frauenplan 1-5 (Karte)                           |           | Goethehaus mit Vulpiushäusern und Garten sowie Museum |    |
| weitere Bilder Fotos hochladen | Wohn- und Verwaltungsgebäude          | Frauenplan 6 (Karte)                             |           | Hansa-Haus, Wohn- und Verwaltungsgebäude, Architekt: Rudolf Zapfe |    |
| Fotos hochladen                | Wohnhaus                              | Frauentorstraße 1 (Karte)                        |           | Wohnhaus |    |
| Fotos hochladen                | Bankgebäude                           | Frauentorstraße 3 (Karte)                        |           | Bankgebäude |    |
| Fotos hochladen                | Wohn- und Geschäftshaus               | Frauentorstraße 21 (Karte)                       |           | Wohn- und Geschäftshaus |    |
| Fotos hochladen                | Wohnhaus                              | Freiherr-vom-Stein-Allee 1 (Karte)               |           | Wohnhaus mit Grundstück |    |
| Fotos hochladen                | Wohnhaus                              | Freiherr-vom-Stein-Allee 2 (Karte)               |           | Wohnhaus mit Grundstück |    |
| Fotos hochladen                | Wohnhaus                              | Freiherr-vom-Stein-Allee 3 (Karte)               |           | Wohnhaus |    |
| Fotos hochladen                | Wohnhaus                              | Freiherr-vom-Stein-Allee 4 (Karte)               |           | Wohnhaus mit Grundstück |    |
| Fotos hochladen                | Wohnhaus                              | Freiherr-vom-Stein-Allee 5 (Karte)               |           | Wohnhaus |    |
| Fotos hochladen                | Wohnhaus                              | Freiherr-vom-Stein-Alle 7 (Karte)                |           | Wohnhaus |    |
| Fotos hochladen                | Wohnhaus                              | Freiherr-vom-Stein-Allee 11 (Karte)              |           | Wohnhaus mit Grundstück |    |
| Fotos hochladen                | Wohnhaus                              | Freiherr-vom-Stein-Allee 12 (Karte)              |           | Wohnhaus |    |
| Fotos hochladen                | Wohnhaus                              | Freiherr-vom-Stein-Allee 14 (Karte)              |           | Wohnhaus |    |
| Fotos hochladen                | Wohnhaus                              | Freiherr-vom-Stein-Allee 15 (Karte)              |           | Wohnhaus mit Grundstück |    |
| Fotos hochladen                | Wohnhaus                              | Freiherr-vom-Stein-Allee 18 (Karte)              |           | Wohnhaus mit Grundstück |    |
| Fotos hochladen                | Wohnhaus                              | Freiherr-vom-Stein-Allee 22 (Karte)              |           | Wohnhaus mit Grundstück |    |
| Fotos hochladen                | Wohnhaus                              | Freiherr-vom-Stein-Allee 24 (Karte)              |           | Wohnhaus mit Nebengebäude und Grundstück |    |
| Fotos hochladen                | Wohnhaus                              | Freiherr-vom-Stein-Allee 25 (Karte)              |           | Wohnhaus |    |
| Fotos hochladen                | Wohnhaus                              | Freiherr-vom-Stein-Allee 26 (Karte)              |           | Wohnhaus mit Nebengebäude |    |
| Fotos hochladen                | Wohnhaus                              | Freiherr-vom-Stein-Allee 30 (Karte)              |           | Wohnhaus mit Grundstück |    |
| BW                             | Wohnhaus                              | Freiherr-vom-Stein-Allee 32 (Karte)              |           | Wohnhaus mit Grundstück |    |
| weitere Bilder Fotos hochladen | Villa „Tusculum“                      | Freiherr-vom-Stein-Allee 34 (Karte)              |           | Wohnhaus mit Grundstück |    |
| Fotos hochladen                | Wohnhaus                              | Friedensgasse 5 (Karte)                          |           | Wohnhaus |    |
| Fotos hochladen                | Wohnhaus                              | Friedensgasse 7 (Karte)                          |           | Wohnhaus |    |
| weitere Bilder Fotos hochladen | Atrium                                | Friedensstraße 1 (Karte)                         |           | Die Mehrzweckhalle, oder Markthalle, beherbergt heute mehrere Mode- und Lebensmittelmärkte, einen Elektronikmarkt, eine Bowlingbahn, ein 3D-Kino und ein Eiscafé mit Sonnenterrasse zum Weimarplatz hin. |    |
| Fotos hochladen                | Volkshaus                             | Friedrich-Ebert-Straße 8 (Karte)                 |           | Volkshaus |    |
| weitere Bilder Fotos hochladen | Donndorfbrunnen                       | Geleitstraße (Karte)                             |           | Donndorfbrunnen |    |
| Fotos hochladen                | Wohnhaus                              | Gerhart-Hauptmann-Straße 5 (Karte)               |           | Wohnhaus |    |
| Fotos hochladen                | Bürogebäude                           | Gerhart-Hauptmann-Straße 6 (Karte)               |           | Bürogebäude, ehem. Finanzamt |    |
| Fotos hochladen                | Wohnhaus                              | Geschwister-Scholl-Straße 4 (Karte)              |           | Wohnhaus mit Nebengebäuden |    |
| Fotos hochladen                | Prellerhaus                           | Geschwister-Scholl-Straße 6 (Karte)              |           | Prellerhaus und ehem. Brendelsches Atelier |    |
| Fotos hochladen                | Bauhaus-Universität                   | Geschwister-Scholl-Straße 7 (Karte)              |           | Kunstgewerbeschule, heute Gebäude der Bauhaus-Universität |    |
| Fotos hochladen                | Hauptgebäude der Bauhaus-Universität  | Geschwister-Scholl-Straße 8 (Karte)              |           | Kunstschule, heute Hauptgebäude der Bauhaus-Universität |    |
| Fotos hochladen                | Brunnen am Lesemuseum                 | Goetheplatz (Karte)                              |           | Brunnen am Lesemuseum |    |
| Fotos hochladen                | Löwenapotheke                         | Goetheplatz 1 (Karte)                            |           | Löwenapotheke |    |
| Fotos hochladen                | Wohn- und Geschäftshaus               | Goetheplatz 6 (Karte)                            |           | Wohn- und Geschäftshaus |    |
| Fotos hochladen                | Hauptpost                             | Goetheplatz 7/8 (Karte)                          |           | Hauptpost |    |
| Fotos hochladen                | Rentamt                               | Goetheplatz 9 (Karte)                            |           | Rentamt mit Kunstkabinett am Goetheplatz |    |
| weitere Bilder Fotos hochladen | Kasseturm (Studentenclub)             | Goetheplatz 10 (Karte)                           |           | Kasseturm (Studentenclub) (Teil der Sachgesamtheit Stadtbefestigung) |    |
| Fotos hochladen                | Jugendklub                            | Goetheplatz 11 (Karte)                           |           | Erholungsgebäude, heute Jugendklub Mon Ami mit Pfeilergängen |    |
| Fotos hochladen                | Lesemuseum                            | Goetheplatz 12 (Karte)                           |           | Lesemuseum |    |
| weitere Bilder Fotos hochladen | Stadtmauerreste                       | Graben (Karte)                                   |           | Stadtmauerreste (Teil der Sachgesamtheit Stadtbefestigung) |    |
| weitere Bilder Fotos hochladen | Löwenbrunnen                          | Graben (Karte)                                   |           | Löwenbrunnen |    |
| weitere Bilder Fotos hochladen | Falk-Denkmal                          | Graben (Karte)                                   |           | Falk-Denkmal mit Grünanlage und Kleinarchitekturen |    |
| weitere Bilder Fotos hochladen | Brunnen                               | Graben (Karte)                                   |           | Brunnen am Böhlauhaus |    |
| Fotos hochladen                | Wohn- und Geschäftshaus               | Graben 11 (Karte)                                |           | Wohn- und Geschäftshaus |    |
| Fotos hochladen                | Wohn- und Geschäftshaus               | Graben 33 (Karte)                                |           | Wohn- und Geschäftshaus |    |
| weitere Bilder Fotos hochladen | Wohn- und Geschäftshaus               | Graben 39 (Karte)                                |           | Wohn- und Geschäftshaus |    |
| weitere Bilder Fotos hochladen | Wohn- und Geschäftshaus               | Graben 41 (Karte)                                |           | Wohn- und Geschäftshaus |    |
| Fotos hochladen                | Schule                                | Gropiusstraße 1 (Karte)                          |           | Lehrerseminar, heute Christoph-Martin-Wieland-Schule |    |
| Fotos hochladen                | Wohn- und Geschäftshaus               | Gropiusstraße 8 (Karte)                          |           | Wohn- und Geschäftshaus |    |
| Fotos hochladen                | Villa Ingrid                          | Gutenbergstraße 1 (Karte)                        |           | Wohnhaus |    |
| weitere Bilder Fotos hochladen | Haus Henneberg                        | Gutenbergstraße 1a (Karte)                       |           | Haus Henneberg |    |
| Fotos hochladen                | Wohnhaus                              | Gutenbergstraße 8 (Karte)                        |           | Wohnhaus |    |
| Fotos hochladen                | Wohnhaus                              | Gutenbergstraße 14 (Karte)                       |           | Wohnhaus |    |
| Fotos hochladen                | Wohnhaus                              | Gutenbergstraße 16 (Karte)                       |           | Wohnhaus des Bauhausmeisters Lyonel Feininger (1871–1956) von 1919–1926. |    |
| weitere Bilder Fotos hochladen | Friedhof                              | Hauptfriedhof (Karte)                            |           | innerhalb und einschließlich des Mauerringes Mittelmauer, Am Poseckschen Garten, Cranachstraße mit verschiedenen Grabstätten, Feierhalle und Krematorium, Denkmal (s. auch Historischer Friedhof) der Märzgefallenen (Blitz), |    |
| Fotos hochladen                | Geschäftshaus                         | Hegelstraße 2a (Karte)                           |           | Geschäftshaus |    |
| Fotos hochladen                | Geschäftshaus                         | Hegelstraße 3/5 (Karte)                          |           | Geschäftshaus |    |
| Fotos hochladen                | Wohnhaus                              | Hegelstraße 16 (Karte)                           |           | Wohnhaus |    |
| weitere Bilder Fotos hochladen | Wohnhaus                              | Hegelstraße 18 (Karte)                           |           | Wohnhaus |    |
| Fotos hochladen                | Wohnhaus                              | Hegelstraße 22 (Karte)                           |           | Wohnhaus mit Grundstück |    |
| BW                             | Wohn- und Geschäftshaus               | Heinrich-Heine-Straße 2 (Karte)                  |           | Wohn- und Geschäftshaus |    |
| Fotos hochladen                | Wohnhaus                              | Heinrich-Heine-Straße 9 (Karte)                  |           | Wohnhaus |    |
| Fotos hochladen                | Wohn- und Geschäftshaus               | Heinrich-Heine-Straße 12/14 (Karte)              |           | Wohn- und Geschäftshaus, Wohnhaus C. W. Coudrays |    |
| weitere Bilder Fotos hochladen | Experimental- und Musterbau           | Heldrunger Straße 27, 29, 31, 33, 35, 37 (Karte) |           | Experimental- und Musterbau von 1964/65 |    |
| Fotos hochladen                | Wohnhaus                              | Helmholtzstraße 1 (Karte)                        |           | Wohnhaus |    |
| BW                             | Atelier v. Hofmann                    | Helmholtzstraße 4 (Karte)                        |           | Atelier v. Hofmann |    |
| Fotos hochladen                | Wohnhaus                              | Helmholtzstraße 6 (Karte)                        |           | Wohnhaus |    |
| Fotos hochladen                | Wohnhaus                              | Helmholtzstraße 8 (Karte)                        |           | Wohnhaus |    |
| Fotos hochladen                | Wohnhaus                              | Helmholtzstraße 12 (Karte)                       |           | Wohnhaus mit Remisengebäude |    |
| Fotos hochladen                | Wohnhaus                              | Helmholtzstraße 14 (Karte)                       |           | Wohnhaus mit Remisengebäude |    |
| Fotos hochladen                | Schule                                | Helmholtzstraße 15 (Karte)                       |           | Schule |    |
| weitere Bilder Fotos hochladen | Wohnhaus                              | Herbststraße (Karte)                             |           | Wohnhaus |    |
| weitere Bilder Fotos hochladen | Wohnhaus                              | Herbststraße (Karte)                             |           | Wohnhaus |    |
| weitere Bilder Fotos hochladen | Stadtkirche                           | Herderplatz (Karte)                              |           | Ev.-luth. Stadtkirche St. Peter und Paul (Herderkirche) |    |
| weitere Bilder Fotos hochladen | Herderdenkmal                         | Herderplatz (Karte)                              |           | Herderdenkmal |    |
| weitere Bilder Fotos hochladen | Herderbrunnen                         | Herderplatz (Karte)                              | 1832      | Herderbrunnen, Gusseisen, Entwurf: 1830 von Clemens Wenzeslaus Coudray (1775–1845) |    |
| Fotos hochladen                | Wohnhaus                              | Herderplatz 5 (Karte)                            |           | Wohnhaus |    |
| Fotos hochladen                | Wohnhaus                              | Herderplatz 6 (Karte)                            |           | Wohnhaus |    |
| Fotos hochladen                | Wohnhaus                              | Herderplatz 7 (Karte)                            |           | Wohnhaus |    |
| Fotos hochladen                | Herderhaus                            | Herderplatz 8 (Karte)                            |           | Herderhaus mit Garten und Gartenhaus |    |
| Fotos hochladen                | Schule                                | Herderplatz 9 (Karte)                            |           | Schule |    |
| Fotos hochladen                | Wilhelm-Ernst-Gymnasium               | Herderplatz 14 (Karte)                           |           | Wilhelm-Ernst-Gymnasium |    |
| Fotos hochladen                | sog. Deutschritterhaus                | Herderplatz 16 (Karte)                           |           | sog. Deutschritterhaus mit Hofraum und sämtlichen Nebengebäuden |    |
| Fotos hochladen                | Villa                                 | Hoffmann-von Fallersleben-Straße 2 (Karte)       |           | Villa mit Grundstück |    |
| Fotos hochladen                | Wohn- und Geschäftshaus               | Humboldtstraße 2/4/6 (Karte)                     |           | Wohn- und Geschäftshaus |    |
| Fotos hochladen                | Wohnhaus                              | Humboldtstraße 8 (Karte)                         |           | Wohnhaus mit Nebengebäuden |    |
| Fotos hochladen                | Wohnhaus                              | Humboldtstraße 9 (Karte)                         |           | Wohnhaus |    |
| Fotos hochladen                | Poseckscher Hof                       | Humboldtstraße 11 (Karte)                        |           | Poseckscher Hof mit Herrenhaus und Seitenflügeln und Donndorf-Museum, heute Museum für Ur- und Frühgeschichte und LDA, s. Amalienstraße 6 |    |
| Fotos hochladen                | Wohnhaus                              | Humboldtstraße 12 (Karte)                        |           | Wohnhaus |    |
| Fotos hochladen                | Haus Wette                            | Humboldtstraße 14 (Karte)                        |           | Haus Wette |    |
| Fotos hochladen                | Jugendherberge                        | Humboldtstraße 17 (Karte)                        |           | Jugendherberge |    |
| Fotos hochladen                | Wohnhaus                              | Humboldtstraße 19 (Karte)                        |           | Wohnhaus |    |
| Fotos hochladen                | Wohn- und Geschäftshaus               | Humboldtstraße 21/21a (Karte)                    |           | Wohn- und Geschäftshaus. Architekt: Rudolf Zapfe, ursprünglich dessen Wohn- und Geschäftshaus |    |
| Fotos hochladen                | Wohnhaus                              | Humboldtstraße 22/22a (Karte)                    |           | Wohnhaus |    |
| Fotos hochladen                | Wohnhaus                              | Humboldtstraße 23 (Karte)                        |           | Wohnhaus |    |
| Fotos hochladen                | Wohnhaus                              | Humboldtstraße 25 (Karte)                        |           | Wohnhaus |    |
| Fotos hochladen                | Wohnhaus                              | Humboldtstraße 26 (Karte)                        |           | Wohnhaus |    |
| Fotos hochladen                | Wohnhaus                              | Humboldtstraße 31 (Karte)                        |           | Wohnhaus |    |
| Fotos hochladen                | Wohnhaus                              | Humboldtstraße 34 (Karte)                        |           | Wohnhaus |    |
| Fotos hochladen                | Felsenkeller                          | Humboldtstraße 35, 37 (Karte)                    |           | Felsenkeller |    |
| Fotos hochladen                | Nietzsche-Archiv                      | Humboldtstraße 36 (Karte)                        |           | Nietzsche-Archiv |    |
| Fotos hochladen                | Rundfunkgebäude                       | Humboldtstraße 36a (Karte)                       |           | Rundfunkgebäude, ehem. Nietzsche-Gedächtnishalle |    |
| Fotos hochladen                | Wohnhaus                              | Humboldtstraße 40 (Karte)                        |           | Wohnhaus mit Grundstück |    |
| Fotos hochladen                | Wohn- und Geschäftshaus               | Hummelstraße 3 (Karte)                           |           | Wohn- und Geschäftshaus |    |
| Fotos hochladen                | Wohnhaus                              | Hummelstraße 4 (Karte)                           |           | Wohnhaus mit Nebengebäude |    |
| Fotos hochladen                | Wohnhaus                              | Hummelstraße 6 (Karte)                           |           | Wohnhaus |    |
| Fotos hochladen                | Wohnhaus                              | Jahnstraße 11a (Karte)                           |           | Wohnhaus |    |
| Fotos hochladen                | Wohnhaus                              | Jahnstraße 22 (Karte)                            |           | Wohnhaus |    |
| Fotos hochladen                | Wohnhaus                              | Jahnstraße 24 (Karte)                            |           | Wohnhaus mit Garten und Pavillon |    |
| Fotos hochladen                | Wohnhaus                              | Jahnstraße 26 (Karte)                            |           | Wohnhaus |    |
| weitere Bilder Fotos hochladen | Kirms-Krackow-Haus                    | Jakobstraße 10 (Karte)                           |           | Kirms-Krackow-Haus |    |
| Fotos hochladen                | Wohn- und Geschäftshaus               | Jakobstraße 18 (Karte)                           |           | Wohn- und Geschäftshaus |    |
| Fotos hochladen                | Begegnungsstätte                      | Jenaer Straße 2 (Karte)                          |           | Europäische Jugendbildungs- und Begegnungsstätte |    |
| Fotos hochladen                | Altenburg                             | Jenaer Straße 3/5 (Karte)                        |           | Altenburg, mit Garten und ehem. Nebengebäuden [Nr. 5] |    |
| Fotos hochladen                | Begegnungsstätte                      | Jenaer Straße 4 (Karte)                          |           | Europäische Jugendbildungs- und Begegnungsstätte |    |
| Fotos hochladen                | Wohnhaus                              | Johann-Sebastian-Bach-Str. 7 (Karte)             |           | Wohnhaus |    |
| Fotos hochladen                | ehem. Gauforum                        | Jorge-Semprún-Platz 1-4 (Karte)                  |           | ehem. Gauforum, Haus I-III sowie Mehrzweckhalle, heute Thüringer Landesverwaltungsamt; s. Friedenstraße 1 |    |
| weitere Bilder Fotos hochladen | Museum                                | Jorge-Semprún-Platz 5 (Karte)                    |           | Neues Museum, s. Rathenauplatz 4 |    |
| Fotos hochladen                | Wohnhaus                              | Kantstraße 1 (Karte)                             |           | Wohnhaus mit Remisengebäude und Gartenanlage |    |
| Fotos hochladen                | Wohnhaus                              | Kantstraße 2 (Karte)                             |           | Wohnhaus mit Gartenanlage |    |
| Fotos hochladen                | Wohnhaus                              | Kantstraße 5 (Karte)                             |           | Wohnhaus mit Garten und Gartenpavillon |    |
| Fotos hochladen                | Wohnhaus                              | Kantstraße 10 (Karte)                            |           | Wohnhaus |    |
| Fotos hochladen                | Wohnhaus                              | Kantstraße 12 (Karte)                            |           | Wohnhaus |    |
| Fotos hochladen                | Wohnhaus                              | Kantstraße 14 (Karte)                            |           | Wohnhaus |    |
| Fotos hochladen                | Herbarium                             | Karl-Haußknecht-Straße 7 (Karte)                 |           | Herbarium Haußknecht |    |
| Fotos hochladen                | Pflegeheim                            | Karl-Haußknecht-Straße 19 (Karte)                |           | Pflegeheim |    |
| Fotos hochladen                | Atelierhaus                           | Karl-Haußknecht-Straße 21 (Karte)                |           | Atelierhaus |    |
| Fotos hochladen                | Pumpe mit Plastik                     | Karl-Liebknecht-Straße (Karte)                   |           | Pumpe vor der ehem. Bürgerschule mit Plastik Lesender Knabe |    |
| weitere Bilder Fotos hochladen | Musikschule                           | Karl-Liebknecht-Straße 1 (Karte)                 |           | Bürgerschule, heute Musikschule |    |
| Fotos hochladen                | Wohn- und Geschäftshaus               | Karl-Liebknecht-Straße 4 (Karte)                 |           | Wohn- und Geschäftshaus |    |
| Fotos hochladen                | Stadtmuseum                           | Karl-Liebknecht-Straße 5/7/9 (Karte)             |           | Stadtmuseum, ehem. Bertuchhaus |    |
| Fotos hochladen                | Wohn- und Geschäftshaus               | Karl-Liebknecht-Straße 10 (Karte)                |           | Wohn- und Geschäftshaus |    |
| Fotos hochladen                | ehem. Lager- und Geschäftshaus        | Karlstraße 5 (Karte)                             |           | ehem. Lager- und Geschäftshaus |    |
| Fotos hochladen                | Wohn- und Geschäftshaus               | Kaufstraße 9 (Karte)                             |           | Wohn- und Geschäftshaus |    |
| Fotos hochladen                | Wohn- und Geschäftshaus               | Kaufstraße 15 (Karte)                            |           | Wohn- und Geschäftshaus |    |
| Fotos hochladen                | Wohn- und Geschäftshaus               | Kaufstraße 16 (Karte)                            |           | Wohn- und Geschäftshaus |    |
| Fotos hochladen                | Wohn- und Geschäftshaus               | Kaufstraße 22 (Karte)                            |           | Wohn- und Geschäftshaus |    |
| Fotos hochladen                | Wohn- und Geschäftshaus               | Kaufstraße 24 (Karte)                            |           | Wohn- und Geschäftshaus |    |
| Fotos hochladen                | Wohn- und Geschäftshaus               | Kaufstraße 26 (Karte)                            |           | Wohn- und Geschäftshaus |    |
| weitere Bilder Fotos hochladen | Mickiewicz-Denkmal                    | Kegelplatz (Karte)                               |           | Mickiewicz-Denkmal |    |
| Fotos hochladen                | Albert-Schweitzer-Denkmal             | Kegelplatz (Karte)                               |           | Albert-Schweitzer-Denkmal |    |
| weitere Bilder Fotos hochladen | Marstall                              | Kegelplatz 1 (Karte)                             |           | Marstall, s. auch Marstallstraße 2 |    |
| Fotos hochladen                | Wohnhaus                              | Kegelplatz 3 (Karte)                             |           | Wohnhaus |    |
| weitere Bilder Fotos hochladen | Albert-Schweitzer-Gedenkstätte        | Kegelplatz 4 (Karte)                             |           | Albert-Schweitzer-Gedenkstätte, ehem. Musäus-Haus |    |
| Fotos hochladen                | Portalgewände                         | Kleine Kirchgasse 1 (Karte)                      |           | Portalgewände |    |
| Fotos hochladen                | Frankescher Hof                       | Kleine Teichgasse 8 (Karte)                      |           | Frankescher Hof bzw. Landschaftskassengebäude |    |
| BW                             | Weimar-Werk                           | Kromsdorfer Straße (Karte)                       |           | Weimar-Werk (Hallen I, IIa und IIb, III, 4c) s. Am Industriepark 7/Otto-Schott-Straße 1, 2, 3 und 8, |    |
| Fotos hochladen                | Wohn- und Geschäftshaus               | Kuhlmannstraße 1 (Karte)                         |           | Wohn- und Geschäftshaus |    |
| weitere Bilder Fotos hochladen | Jüdischer Friedhof                    | Leibnizallee (Karte)                             |           | Jüdischer Friedhof (mit den Resten der Umfriedung sowie verschiedenen Grabstätten) |    |
| Fotos hochladen                | Schlossbrücke und Brücke am Horn      | Leibnizallee (Karte)                             |           | Schlossbrücke und Brücke am Horn (siehe Sachgesamtheit Park an der Ilm), |    |
| Fotos hochladen                | Wohnhaus                              | Leibnizallee 1 (Karte)                           |           | Wohnhaus |    |
| Fotos hochladen                | Wohnhaus                              | Leibnizallee 2 (Karte)                           |           | Wohnhaus mit Nebengebäuden |    |
| BW                             | Wohnhaus                              | Leibnizallee 4 (Karte)                           |           | Wohnhaus |    |
| Fotos hochladen                | Studentenwohnheim                     | Leibnizallee 10, 10a (Karte)                     |           | Kriegsgericht, heute Studentenwohnheim |    |
| Fotos hochladen                | Studentenwohnheim                     | Leibnizallee 10b (Karte)                         |           | Gewehrkammer, heute Studentenwohnheim |    |
| Fotos hochladen                | Wohnhaus                              | Lenbachweg 1 (Karte)                             |           | Wohnhaus |    |
| Fotos hochladen                | Wohnhaus                              | Lenbachweg 3 (Karte)                             |           | Wohnhaus |    |
| Fotos hochladen                | Wohnhaus                              | Lisztstraße 3/5 (Karte)                          |           | Wohnhaus |    |
| Fotos hochladen                | Wohn- und Geschäftshaus               | Lisztstraße 4 (Karte)                            |           | ehem. Villa Alvary, Wohn- und Geschäftshaus mit Grundstück |    |
| Fotos hochladen                | Wohnhaus                              | Lisztstraße 24 (Karte)                           |           | Wohnhaus |    |
| Fotos hochladen                | Wohnhaus                              | Lisztstraße 28 (Karte)                           |           | Wohnhaus mit Nebengebäude |    |
| Fotos hochladen                | Verlags- und Wohnhaus                 | Ludwig-Feuerbach-Straße 9 (Karte)                |           | Verlags- und Wohnhaus |    |
| Fotos hochladen                | Lutherhof                             | Luthergasse (Karte)                              |           | Lutherhof |    |
| Fotos hochladen                | Vulpiushaus mit Gedenktafel           | Luthergasse (Karte)                              |           | Vulpiushaus mit Gedenktafel |    |
| BW                             | Lützendorfer Gut                      | Lützendorf 2, 3 (Karte)                          |           | Lützendorfer Gut |    |
| Fotos hochladen                | Hetzerhallen                          | Gebäude hinter der Marcel-Paul-Straße 57 (Karte) | 1914/17   | Fabrikgebäude an den Bahngleisen, bei dem sich unmittelbar, von Süden nach Norden, an die große die kleine Hetzerhalle anschließt. Dach-, Hallentragwerk nach Otto Hetzer Bauweise (Hetzerbinder). Abgerissen am Anfang 2020er |    |
| Fotos hochladen                | Wohn- und Geschäftshaus               | Marienstraße 1 (Karte)                           |           | Wohn- und Geschäftshaus mit Seitenflügel/Reform-Lichtspiele |    |
| Fotos hochladen                | Wohnhaus                              | Marienstraße 4/6 (Karte)                         |           | Wohnhaus |    |
| weitere Bilder Fotos hochladen | Hummelhaus                            | Marienstraße 8 (Karte)                           |           | Hummelhaus |    |
| Fotos hochladen                | Bauhaus-Universität                   | Marienstraße 9 (Karte)                           |           | Institutsgebäude der Bauhaus-Universität |    |
| Fotos hochladen                | Wohnhaus                              | Marienstraße 10 (Karte)                          |           | Wohnhaus |    |
| weitere Bilder Fotos hochladen | Bauhaus-Universität                   | Marienstraße 13 (Karte)                          |           | Institutsgebäude der Bauhaus-Universität |    |
| weitere Bilder Fotos hochladen | Druckerei- und Wohngebäude            | Marienstraße 14 (Karte)                          |           | Druckerei- und Wohngebäude |    |
| weitere Bilder Fotos hochladen | Bauhaus-Universität                   | Marienstraße 15 (Karte)                          |           | Institutsgebäude der Bauhaus-Universität |    |
| Fotos hochladen                | Wohnhaus                              | Marienstraße 16 (Karte)                          |           | Wohnhaus |    |
| weitere Bilder Fotos hochladen | Liszthaus                             | Marienstraße 17, 17a (Karte)                     |           | Liszthaus mit Gärtnerhaus |    |
| Fotos hochladen                | Bauhaus-Universität                   | Marienstraße 18 (Karte)                          |           | Institutsgebäude der Bauhaus-Universität |    |
| weitere Bilder Fotos hochladen | Neptunbrunnen                         | Markt (Karte)                                    |           | Neptunbrunnen |    |
| Fotos hochladen                | Brunnen                               | Markt (Karte)                                    |           | mittelalterlicher Brunnen (archäologisches Denkmal) |    |
| weitere Bilder Fotos hochladen | Rathaus                               | Markt 1 (Karte)                                  |           | Rathaus |    |
| weitere Bilder Fotos hochladen | Erker                                 | Markt 4 (Karte)                                  |           | Erker der Hofapotheke (vormals Markt 6) |    |
| weitere Bilder Fotos hochladen | Stadthaus                             | Markt 10 (Karte)                                 |           | Stadthaus |    |
| Fotos hochladen                | Cranachhaus                           | Markt 11 (Karte)                                 |           | Cranachhaus |    |
| Fotos hochladen                | Pestelsches Haus                      | Markt 12 (Karte)                                 |           | Pestelsches Haus |    |
| Fotos hochladen                | Verwaltungsgebäude                    | Markt 14 (Karte)                                 |           | Verwaltungsgebäude |    |
| Fotos hochladen                | Rotes Schloss                         | Markt 15 (Karte)                                 |           | Rotes Schloss, siehe Platz der Demokratie 4 |    |
| Fotos hochladen                | Hotel                                 | Markt 18 (Karte)                                 |           | Hotel „Elephant“ |    |
| weitere Bilder Fotos hochladen | Gasthaus                              | Markt 20 (Karte)                                 |           | Gasthaus „Schwarzer Bär“ |    |
| Fotos hochladen                | Wohn- und Geschäftshaus               | Markt 21 (Karte)                                 |           | Wohn- und Geschäftshaus |    |
| Fotos hochladen                | Wohn- und Geschäftshaus               | Markt 22 (Karte)                                 |           | Wohn- und Geschäftshaus |    |
| Fotos hochladen                | Inschrifttafel                        | Marktstraße 1 (Karte)                            |           | Inschrifttafel von 1557 |    |
| Fotos hochladen                | Wohn- und Geschäftshaus               | Marktstraße 3 (Karte)                            |           | Wohn- und Geschäftshaus |    |
| Fotos hochladen                | Wohn- und Geschäftshaus               | Marktstraße 5 (Karte)                            |           | Wohn- und Geschäftshaus |    |
| Fotos hochladen                | Wohn- und Geschäftshaus               | Marktstraße 7 (Karte)                            |           | Wohn- und Geschäftshaus |    |
| weitere Bilder Fotos hochladen | Wohn- und Geschäftshaus               | Marktstraße 9 (Karte)                            |           | Wohn- und Geschäftshaus |    |
| Fotos hochladen                | Wohn- und Geschäftshaus               | Marktstraße 11 (Karte)                           |           | Wohn- und Geschäftshaus |    |
| Fotos hochladen                | Wohn- und Geschäftshaus               | Marktstraße 15 (Karte)                           |           | Wohn- und Geschäftshaus |    |
| Fotos hochladen                | Staatsarchiv                          | Marstallstraße 2 (Karte)                         |           | Marstall, Thür. Hauptstaatsarchiv, s. Kegelplatz 1 |    |
| weitere Bilder Fotos hochladen | Wohnhaus                              | Marstallstraße 3 (Karte)                         |           | Wohnhaus mit Stützmauer, Brüstung und Garten |    |
| Fotos hochladen                | Wohnhaus                              | Max-Liebermann-Straße 8 (Karte)                  |           | Wohnhaus mit Grundstück und Pavillon |    |
| BW                             | Wohnhaus                              | Merketalstraße 23 (Karte)                        |           | Wohnhaus A. Olbricht mit Grundstück |    |
| Fotos hochladen                | Wohnhaus                              | Mozartstraße (Karte)                             |           | Wohnhaus |    |
| Fotos hochladen                | Wohnhaus                              | Mozartstraße 13/15 (Karte)                       |           | Wohnhaus |    |
| BW                             | Werkhalle                             | Otto-Schott-Straße 1 (Karte)                     |           | Halle IIb des ehem. Weimar-Werkes |    |
| weitere Bilder Fotos hochladen | Werkhalle                             | Otto-Schott-Straße 2 (Karte)                     |           | Halle IIa des ehem. Weimar-Werkes |    |
| Fotos hochladen                | Werkhalle                             | Otto-Schott-Straße 3 (Karte)                     |           | Halle III / „Roter Oktober“ des ehem. Weimar-Werkes |    |
| BW                             | Werkhalle                             | Otto-Schott-Straße 8 (Karte)                     |           | Maschinenhalle des ehem. Weimar-Werkes |    |
| weitere Bilder Fotos hochladen | Katholische Kirche                    | Paul-Schneider-Straße 1 (Karte)                  |           | Herz-Jesu Kirche (Katholische Kirche) |    |
| Fotos hochladen                | kath. Pfarramt                        | Paul-Schneider-Straße 3 (Karte)                  |           | kath. Pfarramt; ehemals Lottenmühle |    |
| Fotos hochladen                | Wohnhaus                              | Paul-Schneider-Straße 7 (Karte)                  |           | Wohnhaus |    |
| Fotos hochladen                | Wohnhaus                              | Paul-Schneider-Straße 10 (Karte)                 |           | Wohnhaus |    |
| Fotos hochladen                | Wohnhaus                              | Paul-Schneider-Straße 11 (Karte)                 |           | Wohnhaus |    |
| Fotos hochladen                | Wohnhaus                              | Paul-Schneider-Straße 12 (Karte)                 |           | Wohnhaus mit Nebengebäude |    |
| Fotos hochladen                | Wohnhaus                              | Paul-Schneider-Straße 13 (Karte)                 |           | Wohnhaus |    |
| Fotos hochladen                | Wohnhaus                              | Paul-Schneider-Straße 19 (Karte)                 |           | Wohnhaus |    |
| BW                             | Haus Ehrensperger                     | Paul-Schneider-Straße 52 (Karte)                 |           | Haus Ehrensperger mit Grundstück |    |
| weitere Bilder Fotos hochladen | Carl-August-Denkmal                   | Platz der Demokratie (Karte)                     |           | Carl-August-Denkmal |    |
| Fotos hochladen                | Ildefonsobrunnen                      | Platz der Demokratie (Karte)                     |           | Ildefonsobrunnen vor den Holzställen (s. Platz der Demokratie 4) |    |
| Fotos hochladen                | Herzogin-Anna-Amalia-Bibliothek       | Platz der Demokratie 1 (Karte)                   |           | Herzogin-Anna-Amalia-Bibliothek |    |
| weitere Bilder Fotos hochladen | Musikhochschule                       | Platz der Demokratie 2 (Karte)                   |           | Musikhochschule Hauptgebäude |    |
| Fotos hochladen                | Rößlersches Haus                      | Platz der Demokratie 3 (Karte)                   |           | Rößlersches Haus, heute Verwaltungsgebäude |    |
| weitere Bilder Fotos hochladen | Rotes Schloss                         | Platz der Demokratie 4 (Karte)                   |           | Rotes Schloss mit Gleichenschem Hof, Gelbem Schloss, Neuer Wache und Holzställen und Aktenmännchen-Brunnen, heute Studienzentrum HAAB |    |
| weitere Bilder Fotos hochladen | Reithaus                              | Platz der Demokratie 5 (Karte)                   | 1715/1718 | Das Reithaus gehört heute zu den Gebäuden der Stiftung „Europäische Jugendbildungs- und Jugendbegegnungsstätte Weimar“. Es dient der Stiftung mit seinem Saal und Seminarräumen als Tagungs- und Veranstaltungsort. Mit einigen Räumen im Dienste der Verwaltungstechnik beherbergt es zur Zeit die Klassik Stiftung Weimar als Mieter. |    |
| Fotos hochladen                | Wohnhaus                              | Prellerstraße 18/20 (Karte)                      |           | Wohnhaus |    |
| Fotos hochladen                | Wohnhaus                              | Puschkinstraße 2 (Karte)                         |           | Wohnhaus |    |
| weitere Bilder Fotos hochladen | Wohnhaus                              | Puschkinstraße 3 (Karte)                         |           | Wohnhaus |    |
| Fotos hochladen                | Wohnhaus                              | Rainer-Maria-Rilke-Straße 8 (Karte)              |           | Wohnhaus |    |
| BW                             | Wohnhaus                              | Rainer-Maria-Rilke-Straße 10 (Karte)             |           | Wohnhaus mit Garten und Nebengebäude |    |
| Fotos hochladen                | Louis-Fürnberg-Archiv                 | Rainer-Maria-Rilke-Straße 17 (Karte)             |           | Louis-Fürnberg-Archiv, Wohnhaus mit Garten |    |
| Fotos hochladen                | Wohnhaus                              | Rainer-Maria-Rilke-Straße 18 (Karte)             |           | Wohnhaus |    |
| Fotos hochladen                | Wohnhaus                              | Rainer-Maria-Rilke-Straße 29 (Karte)             |           | Wohnhaus mit Garten |    |
| Fotos hochladen                | Wohnhaus                              | Rainer-Maria-Rilke-Straße 32 (Karte)             |           | Wohnhaus mit Garten |    |
| Fotos hochladen                | Neubauernhaus                         | Rainer-Maria-Rilke-Straße 46 (Karte)             |           | Neubauernhaus |    |
| Fotos hochladen                | Sophiengymnasium                      | Rathenauplatz 1 (Karte)                          |           | Sophiengymnasium |    |
| Fotos hochladen                | Grundschule „Johannes Falk“           | Rathenauplatz 3 (Karte)                          |           | Grundschule Johannes Falk |    |
| weitere Bilder Fotos hochladen | Wohnhaus                              | Rathenauplatz 6/7 (Karte)                        |           | Wohnhaus |    |
| Fotos hochladen                |                                       | Ratstannenweg 1a (Karte)                         |           | siehe Rainer-Maria-Rilke-Straße 10 |    |
| Fotos hochladen                | Haus Trettner                         | Ratstannenweg 21 (Karte)                         |           | Haus Trettner mit Grundstück |    |
| Fotos hochladen                | Wohnhaus                              | Ratstannenweg 22 (Karte)                         |           | Wohnhaus mit Grundstück |    |
| Fotos hochladen                | Wohnhaus                              | Richard-Wagner-Straße 16 (Karte)                 |           | Wohnhaus |    |
| Fotos hochladen                | Wohnhaus                              | Richard-Wagner-Straße 18 (Karte)                 |           | Wohnhaus, s. auch Cranachstr. 38 |    |
| Fotos hochladen                | Wohnhaus                              | Richard-Wagner-Straße 24 (Karte)                 |           | Wohnhaus mit Nebengebäude |    |
| Fotos hochladen                | Wohnhaus                              | Richard-Wagner-Straße 26 (Karte)                 |           | Wohnhaus |    |
| weitere Bilder Fotos hochladen | Viehauktionshalle                     | Rießnerstraße (Karte)                            | 1937      | Die Zuchtviehversteigerungshalle brannte nach einer Brandstiftung im April 2015 komplett nieder. |    |
| weitere Bilder Fotos hochladen | Wohnhaus                              | Rittergasse 3 (Karte)                            |           | Wohnhaus |    |
| weitere Bilder Fotos hochladen | Wohnhaus                              | Röhrstraße 1 (Karte)                             |           | Wohnhaus, s. Ernst-Thälmann-Str. 31/33/35 |    |
| weitere Bilder Fotos hochladen | Käthe-Kollwitz-Schule                 | Röhrstraße 19 (Karte)                            |           | Käthe-Kollwitz-Schule mit Turnhalle, WC-Gebäude und Stockentenbrunnen |    |
| Fotos hochladen                | Wohn- und Geschäftshaus               | Rollplatz 6 (Karte)                              |           | Wohn- und Geschäftshaus |    |
| weitere Bilder Fotos hochladen | Wohn- und Geschäftshaus               | Rollplatz 7 (Karte)                              |           | Wohn- und Geschäftshaus |    |
| Fotos hochladen                | Wohn- und Geschäftshaus               | Rollplatz 9 (Karte)                              |           | Wohn- und Geschäftshaus |    |
| Fotos hochladen                | Ärztehaus                             | Rollplatz 10 (Karte)                             |           | Arbeitsamt, heute Ärztehaus |    |
| Fotos hochladen                | Wohnhaus                              | Rudolf-Breitscheid-Straße 33 (Karte)             |           | Wohnhaus |    |
| weitere Bilder Fotos hochladen | Geleitbrunnen                         | Scherfgasse (Karte)                              |           | Geleitbrunnen |    |
| weitere Bilder Fotos hochladen | ehem. Geleithaus                      | Scherfgasse 1 (Karte)                            |           | ehem. Geleithaus |    |
| weitere Bilder Fotos hochladen | Schardtsches Haus                     | Scherfgasse 3 (Karte)                            |           | ehem. Schardtsches Haus mit Pavillon |    |
| weitere Bilder Fotos hochladen | Geleitschenke                         | Scherfgasse 4 (Karte)                            |           | Geleitschenke |    |
| weitere Bilder Fotos hochladen | Pavillonpresse e. V.                  | Scherfgasse 5 (Karte)                            |           | ehem. Druckerei, Pavillonpresse e. V. |    |
| weitere Bilder Fotos hochladen | Gänsemännchenbrunnen                  | Schillerstraße (Karte)                           |           | Gänsemännchenbrunnen |    |
| weitere Bilder Fotos hochladen | Wohn- und Geschäftshaus               | Schillerstraße 1 (Karte)                         |           | Wohn- und Geschäftshaus, vgl. Brauhausgasse 2 |    |
| Fotos hochladen                | Wohn- und Geschäftshaus               | Schillerstraße 5 (Karte)                         |           | Wohn- und Geschäftshaus |    |
| Fotos hochladen                | Geschäftshaus                         | Schillerstraße 5a (Karte)                        |           | Kaufhaus Haar, Geschäftshaus |    |
| Fotos hochladen                | Wohn- und Geschäftshaus               | Schillerstraße 10 (Karte)                        |           | Wohn- und Geschäftshaus |    |
| weitere Bilder Fotos hochladen | Schillerhaus                          | Schillerstraße 12 (Karte)                        |           | Schillerhaus |    |
| weitere Bilder Fotos hochladen | Wohn- und Geschäftshaus               | Schillerstraße 13/15 (Karte)                     |           | Wohn- und Geschäftshaus |    |
| Fotos hochladen                | Wohn- und Geschäftshaus               | Schillerstraße 14 (Karte)                        |           | Wohn- und Geschäftshaus |    |
| Fotos hochladen                | Wohn- und Geschäftshaus               | Schillerstraße 18 (Karte)                        |           | Wohn- und Geschäftshaus |    |
| Fotos hochladen                | Wohn- und Geschäftshaus               | Schillerstraße 20 (Karte)                        |           | Wohn- und Geschäftshaus |    |
| BW                             | Schlachthof                           | Schlachthofstraße 4 (Karte)                      |           | Schlachthof (Verwaltungsgebäude, Schlachthalle, Werkstattgebäude, ehem. Freibank, Umfassungsmauer zur Straße und Hofgestaltung) |    |
| BW                             | Kühlhaus                              | Schlachthofstraße 6 (Karte)                      |           | Kühlhaus |    |
| Fotos hochladen                | Wohnhaus                              | Schlossgasse 4 (Karte)                           |           | Haus mit der Palme, Wohnhaus |    |
| Fotos hochladen                | Wohn- und Geschäftshaus               | Schlossgasse 6 (Karte)                           |           | Kotzebuehaus, Wohn- und Geschäftshaus |    |
| Fotos hochladen                | Wohn- und Lagerhaus                   | Schlossgasse 11 (Karte)                          |           | Wohn- und Lagerhaus |    |
| weitere Bilder Fotos hochladen | Hauptbahnhof                          | Schopenhauerstraße 2, 2a, 2b (Karte)             |           | Hauptbahnhof (Empfangsgebäude, Fürstenbahnhof und Dienstgebäude sowie Bahnsteigüberdachung) |    |
| weitere Bilder Fotos hochladen | Pflegeheim                            | Schopenhauerstraße 11 (Karte)                    |           | Pflegeheim |    |
| Fotos hochladen                | Wohnhaus                              | Schubertstraße 2 (Karte)                         |           | Wohnhaus |    |
| Fotos hochladen                | Wohnhaus                              | Schubertstraße 2a (Karte)                        |           | Wohnhaus |    |
| Fotos hochladen                | Wohnhaus                              | Schubertstraße 15 (Karte)                        |           | Wohnhaus |    |
| Fotos hochladen                | Wohnhaus                              | Schubertstraße 19/21 (Karte)                     |           | Wohnhaus |    |
| Fotos hochladen                | Wohnhaus                              | Schubertstraße 23 (Karte)                        |           | Christuskirche, heute Wohnhaus |    |
| Fotos hochladen                | Wohnhaus                              | Schubertstraße 25 (Karte)                        |           | Wohnhaus |    |
| Fotos hochladen                | Wohnhaus                              | Schubertstraße 36 (Karte)                        |           | Wohnhaus |    |
| Fotos hochladen                | Wohnhaus                              | Schubertstraße 37 (Karte)                        |           | Wohnhaus, s. August-Bebel-Platz 4 und Trierer Straße 38 |    |
| Fotos hochladen                | Wohn- und Geschäftshaus               | Schützengasse 9 (Karte)                          |           | Wohn- und Geschäftshaus, s. Brauhausgasse 17 |    |
| Fotos hochladen                | Wohn- und Geschäftshaus               | Schützengasse 10 (Karte)                         |           | Wohn- und Geschäftshaus mit Seitenflügel und Hinterhaus |    |
| Fotos hochladen                | Beamtenwohnhäuser                     | Schwabestraße 9, 11, 18, 20, 22, 24 (Karte)      |           | Beamtenwohnhäuser, s. auch Cranachstraße 48 und 49 |    |
| Fotos hochladen                | Muschelbrunnen                        | Schwanseestraße (Karte)                          |           | Muschelbrunnen an der Mauer des Weimarhallenparkes |    |
| weitere Bilder Fotos hochladen | Fachschule                            | Schwanseestraße 9/11 (Karte)                     |           | Fachschule für Sozialpädagogik, vgl. Coudraystraße 10/12 |    |
| Fotos hochladen                | Verwaltungsgebäude                    | Schwanseestraße 13 (Karte)                       |           | Verwaltungsgebäude |    |
| Fotos hochladen                | Stadtverwaltung                       | Schwanseestraße 15/17 (Karte)                    |           | ehem. Landratsamt, heute Stadtverwaltung |    |
| Fotos hochladen                | Stadtverwaltung                       | Schwanseestraße 19 (Karte)                       |           | Stadtverwaltung |    |
| Fotos hochladen                | Scheidemantelsche Fabrik              | Schwanseestraße 41 (Karte)                       |           | Scheidemantelsche Fabrik, s. auch Brucknerstraße 29 |    |
| Fotos hochladen                | Ehem. Gaswerk                         | Schwanseestraße 92 (Karte)                       |           | Ehem. Gaswerk |    |
| Fotos hochladen                | Oppelscher Garten                     | Seifengasse 9 (Karte)                            |           | Oppelscher Garten mit Pavillon; zugleich Gartendenkmal im Sinne des § 2 Abs. 2 und 6 ThürDSchG |    |
| Fotos hochladen                | Wohnhaus                              | Seifengasse 10 (Karte)                           |           | Wohnhaus |    |
| Fotos hochladen                | Wohnhaus                              | Seifengasse 12 (Karte)                           |           | Wohnhaus |    |
| Fotos hochladen                | Wohnhaus                              | Seifengasse 14 (Karte)                           |           | Wohnhaus, Mal- und Zeichenschule |    |
| Fotos hochladen                | Wohnhaus                              | Seifengasse 16 (Karte)                           |           | Wohnhaus, Mal- und Zeichenschule |    |
| Fotos hochladen                | Wohnhaus                              | Seifengasse 16a (Karte)                          |           | Wohnhaus, Mal- und Zeichenschule |    |
| Fotos hochladen                | Hummel-Denkmal                        | Sophienstiftsplatz (Karte)                       |           | Hummel-Denkmal |    |
| Fotos hochladen                | Theaterbrunnen                        | Sophienstiftsplatz (Karte)                       |           | Theaterbrunnen |    |
| Fotos hochladen                | Johann-Peter-Eckermann-Schule         | Sophienstiftsplatz 1 (Karte)                     |           | Johann-Peter-Eckermann-Schule mit Turnhalle |    |
| weitere Bilder Fotos hochladen | Froschbrunnen                         | Steubenstraße (Karte)                            |           | Froschbrunnen |    |
| Fotos hochladen                | Stadtbibliothek                       | Steubenstraße 1 (Karte)                          |           | Meßhaus, heute Stadtbibliothek |    |
| Fotos hochladen                | Wohnhaus                              | Steubenstraße 3/5 (Karte)                        |           | Wohnhaus |    |
| Fotos hochladen                | Bauhaus-Universität                   | Steubenstraße 6a (Karte)                         |           | Brauereigebäude, heute Bauhaus-Universität s. Brauhausgasse 17 und Schützengasse 9 |    |
| Fotos hochladen                |                                       | Steubenstraße 8 (Karte)                          |           | ehemalige Stadtbrauerei Deinhardt, heute Bibliothek der Bauhaus-Universität |    |
| Fotos hochladen                | Bankgebäude                           | Steubenstraße 15 (Karte)                         |           | Bankgebäude |    |
| Fotos hochladen                | Verwaltungsgebäude                    | Steubenstraße 23/25 (Karte)                      |           | Verwaltungsgebäude |    |
| Fotos hochladen                | Wohnhaus                              | Steubenstraße 32 (Karte)                         |           | Wohnhaus |    |
| BW                             | Ausstattung                           | Steubenstraße 35 (Karte)                         |           | Ausstattung |    |
| Fotos hochladen                | Gedenktafel                           | Steubenstraße 38/40 (Karte)                      |           | Gedenktafel für Ökonomierat Franz |    |
| Fotos hochladen                | Wohn- und Geschäftshaus               | Steubenstraße 48 (Karte)                         |           | Wohn- und Geschäftshaus |    |
| Fotos hochladen                | Wohnhaus                              | Teichgasse 14 (Karte)                            |           | Wohnhaus |    |
| Fotos hochladen                | Delphinbrunnen                        | Teichplatz (Karte)                               |           | Delphinbrunnen |    |
| weitere Bilder Fotos hochladen | Goethe-und-Schiller-Denkmal           | Theaterplatz (Karte)                             |           | Goethe- und Schiller-Denkmal |    |
| weitere Bilder Fotos hochladen | Deutsches Nationaltheater Weimar      | Theaterplatz 2 (Karte)                           |           | Deutsches Nationaltheater Weimar |    |
| weitere Bilder Fotos hochladen | Kunsthalle                            | Theaterplatz 4 (Karte)                           |           | Kunsthalle (Bauhaus-Museum) |    |
| weitere Bilder Fotos hochladen | Friedrich-Schiller-Schule             | Thomas-Mann-Straße 2 (Karte)                     |           | Friedrich-Schiller-Schule |    |
| Fotos hochladen                | Wohnhaus                              | Thomas-Müntzer-Straße 1 (Karte)                  |           | Wohnhaus |    |
| weitere Bilder Fotos hochladen | Wohnhaus                              | Thomas-Müntzer-Straße 2 (Karte)                  |           | Wohnhaus |    |
| Fotos hochladen                | Wohnhaus                              | Thomas-Müntzer-Straße 3 (Karte)                  |           | Wohnhaus |    |
| weitere Bilder Fotos hochladen | Wohnhaus                              | Thomas-Müntzer-Straße 4 (Karte)                  |           | Wohnhaus |    |
| weitere Bilder Fotos hochladen | Wohnhaus                              | Thomas-Müntzer-Straße 6 (Karte)                  |           | Wohnhaus |    |
| BW                             | Wohnhaus                              | Thomas-Müntzer-Straße 7 (Karte)                  |           | Wohnhaus |    |
| weitere Bilder Fotos hochladen | Wohnhaus                              | Thomas-Müntzer-Straße 18 (Karte)                 |           | Wohnhaus |    |
| Fotos hochladen                | Wohnhaus                              | Thomas-Müntzer-Straße 27 (Karte)                 |           | Wohnhaus |    |
| Fotos hochladen                | Wohnhaus                              | Thomas-Müntzer-Straße 31/33 (Karte)              |           | Wohnhaus |    |
| Fotos hochladen                | Wohnhaus                              | Thomas-Müntzer-Straße 35 (Karte)                 |           | Wohnhaus |    |
| weitere Bilder Fotos hochladen | Wohnhaus                              | Thomas-Müntzer-Straße 43 (Karte)                 |           | Wohnhaus |    |
| weitere Bilder Fotos hochladen | Wohnhaus                              | Thomas-Müntzer-Straße 48 (Karte)                 |           | Wohnhaus |    |
| weitere Bilder Fotos hochladen | Johanniskirche                        | Tiefurter Allee (Karte)                          |           | Ev.-luth. Johanniskirche |    |
| Fotos hochladen                | Wohnhaus                              | Tiefurter Allee 2 (Karte)                        |           | Wohnhaus mit Grundstück |    |
| Fotos hochladen                | Pfarrhaus                             | Tiefurter Allee 2b (Karte)                       |           | Pfarrhaus der ev.-luth. Johanniskirche |    |
| weitere Bilder Fotos hochladen | Johanniskirche                        | Tiefurter Allee 2c (Karte)                       |           | Ev.-luth. Johanniskirche |    |
| Fotos hochladen                | Wohn- und Geschäftshaus               | Tiefurter Allee 4 (Karte)                        |           | Wohn- und Geschäftshaus |    |
| Fotos hochladen                | Villa                                 | Tiefurter Allee 6 (Karte)                        |           | Villa Moers mit Grundstück und Nebengebäude |    |
| Fotos hochladen                | Marie-Seebach-Stift                   | Tiefurter Allee 8 (Karte)                        |           | Marie-Seebach-Stift, Haus I, mit Stele und Büste für Marie Seebach |    |
| Fotos hochladen                | Wohnhaus                              | Tiefurter Allee 10 (Karte)                       |           | Wohnhaus mit Grundstück |    |
| Fotos hochladen                | Marie-Seebach-Stift                   | Tiefurter Allee 37 (Karte)                       |           | Marie-Seebach-Stift, Haus II, mit Grundstück |    |
| Fotos hochladen                | Sophienkrankenhaus                    | Trierer Straße 2 (Karte)                         |           | Sophienkrankenhaus-Mutterhaus |    |
| Fotos hochladen                | Wohnhaus                              | Trierer Straße 6 (Karte)                         |           | Wohnhaus |    |
| Fotos hochladen                | Wohnhaus                              | Trierer Straße 36 (Karte)                        |           | Wohnhaus |    |
| Fotos hochladen                | Wohnhaus                              | Trierer Straße 38 (Karte)                        |           | Wohnhaus, s. August-Bebel-Platz 4 und Schubertstraße 37 |    |
| Fotos hochladen                | Wohnhaus                              | Trierer Straße 48 (Karte)                        |           | Wohnhaus mit Grundstück |    |
| BW                             | Wohnhaus                              | Trierer Straße 50 (Karte)                        |           | Wohnhaus |    |
| Fotos hochladen                | Wohnhaus                              | Trierer Straße 55 (Karte)                        |           | Wohnhaus |    |
| Fotos hochladen                | Wohnhaus                              | Trierer Straße 63 (Karte)                        |           | Wohnhaus mit Grundstück |    |
| Fotos hochladen                | Wohnhaus                              | Trierer Straße 65 (Karte)                        |           | Wohnhaus |    |
| Fotos hochladen                | Wohnhaus                              | Trierer Straße 67 (Karte)                        |           | Wohnhaus |    |
| Fotos hochladen                | Wohnhaus                              | Trierer Straße 69 (Karte)                        |           | Wohnhaus |    |
| Fotos hochladen                | Wohnhaus                              | Trierer Straße 71 (Karte)                        |           | Wohnhaus |    |
| Fotos hochladen                | Wohnhaus                              | Trierer Straße 73 (Karte)                        |           | Wohnhaus |    |
| Fotos hochladen                | Wohnhaus                              | Trierer Straße 75 (Karte)                        |           | Wohnhaus |    |
| Fotos hochladen                | Parkbad                               | Über dem Kegeltor 1 (Karte)                      | 1859/60   | Parkbad (Weimar); (Anschrift ehemals Hans-Wahl-Straße) |    |
| weitere Bilder Fotos hochladen | Goethe-Schiller-Archiv                | Über dem Kegeltor 4 (Karte)                      | 1893–1896 | Goethe-Schiller-Archiv mit Gartenanlage und Grundstück (Anschrift ehemals Hans-Wahl-Straße) |    |
| Fotos hochladen                | Wohnhaus                              | Untergraben 1 (Karte)                            |           | Wohnhaus |    |
| Fotos hochladen                | Wohnhaus                              | Untergraben 13 (Karte)                           |           | Wohnhaus |    |
| Fotos hochladen                | Gasthaus                              | Untergraben 15 (Karte)                           |           | Gasthaus „Zum Löwen“, mit Lagergebäude |    |
| Fotos hochladen                | Wohnhaus                              | Untergraben 17 (Karte)                           |           | Wohnhaus |    |
| Fotos hochladen                | Wohnhaus                              | Vorwerksgasse 4 (Karte)                          |           | Wohnhaus |    |
| BW                             | Wohnhaus                              | Wagnergasse 28 (Karte)                           |           | Wohnhaus - Haus existiert im September 2015 nicht mehr - |    |
| Fotos hochladen                | Wohnhaus                              | Wallendorfer Straße 8 (Karte)                    |           | Wohnhaus |    |
| Fotos hochladen                | Wohnhaus                              | Washingtonstraße 30 (Karte)                      |           | Wohnhaus |    |
| Fotos hochladen                | Wohnhaus                              | Washingtonstraße 53 (Karte)                      |           | Paulinenstift, Wohnhaus |    |
| weitere Bilder Fotos hochladen | Wieland-Denkmal                       | Wielandplatz (Karte)                             |           | Wieland-Denkmal |    |
| Fotos hochladen                | Wielandbrunnen                        | Wielandplatz (Karte)                             |           | Wielandbrunnen |    |
| weitere Bilder Fotos hochladen | Wohnhaus                              | Wielandplatz 2/3 (Karte)                         |           | Wohnhaus |    |
| Fotos hochladen                | Wohnhaus                              | Wilhelm-Külz-Straße 2 (Karte)                    |           | Wohnhaus |    |
| Fotos hochladen                | Wohnhaus                              | Wilhelm-Külz-Straße 7 (Karte)                    |           | Wohnhaus |    |
| Fotos hochladen                | Wohnhaus                              | Wilhelm-Külz-Straße 12 (Karte)                   |           | Wohnhaus |    |
| Fotos hochladen                | Wohnhaus                              | Wilhelm-Külz-Straße 14 (Karte)                   |           | Wohnhaus |    |
| Fotos hochladen                | Wohnhaus                              | Wilhelm-Külz-Straße 15 (Karte)                   |           | Wohnhaus mit Grundstück |    |
| Fotos hochladen                | Wohnhaus                              | Wilhelm-Külz-Straße 18 (Karte)                   |           | Wohnhaus |    |
| Fotos hochladen                | Wohnhaus                              | Wilhelm-Külz-Straße 22 (Karte)                   |           | Wohnhaus |    |
| Fotos hochladen                | Wohnhaus                              | Wilhelm-Külz-Straße 29 (Karte)                   |           | Wohnhaus |    |
| Fotos hochladen                | Wohnhaus                              | Wilhelm-Külz-Straße 30 (Karte)                   |           | Wohnhaus |    |
| Fotos hochladen                | Wohnhaus                              | William-Shakespeare-Straße 2/4 (Karte)           |           | Wohnhaus mit Ateliergebäuden |    |
| Fotos hochladen                | Wohnhaus                              | William-Shakespeare-Straße 10 (Karte)            |           | Wohnhaus |    |
| Fotos hochladen                | Wohnhaus                              | William-Shakespeare-Straße 12 (Karte)            |           | Wohnhaus |    |
| weitere Bilder Fotos hochladen | Kreuzkirche                           | William-Shakespeare-Straße 13 (Karte)            |           | siehe Ev.-Luth. Kreuzkirche, Architekt: Rudolf Zapfe |    |
| Fotos hochladen                | Kindergarten                          | William-Shakespeare-Straße 13a (Karte)           |           | Kindergarten |    |
| Fotos hochladen                | Pestalozzi-Schule                     | William-Shakespeare-Straße 15, 15a, 17 (Karte)   |           | Pestalozzi-Schule mit Plastik „Mädchen“ |    |
| Fotos hochladen                | Wohn- und Geschäftshaus               | Windischenstraße 8 (Karte)                       |           | Wohn- und Geschäftshaus |    |
| Fotos hochladen                | Wohn- und Geschäftshaus               | Windischenstraße 10 (Karte)                      |           | Wohn- und Geschäftshaus |    |
| Fotos hochladen                | Geschäftshaus                         | Windischenstraße 19/21/23 (Karte)                |           | Geschäftshaus, Hintergebäude zu Schillerstraße 16 |    |
| Fotos hochladen                | Portalgewände                         | Windischenstraße 25 (Karte)                      |           | Portalgewände mit Schlußstein und Türblatt |    |
| Fotos hochladen                | Wohn- und Geschäftshaus               | Windischenstraße 33 (Karte)                      |           | ehem. Branco-Haus, Wohn- und Geschäftshaus |    |
| Fotos hochladen                | Wohnhaus                              | Windmühlenstraße 11 (Karte)                      |           | Wohnhaus mit Grundstück |    |
| BW                             | Wohnhaus                              | Windmühlenstraße 15 (Karte)                      |           | Wohnhaus mit Grundstück |    |
| BW                             | Wohnhaus                              | Windmühlenstraße 16 (Karte)                      |           | Wohnhaus mit Grundstück |    |
| BW                             | Wohnhaus                              | Windmühlenstraße 19/21 (Karte)                   |           | Wohnhaus mit Nebengebäuden zur Straße, Turmrest der Windmühle und Grundstück |    |
| weitere Bilder Fotos hochladen | Käthe-Kollwitz-Denkmal                | Zeppelinplatz (Karte)                            |           | Käthe-Kollwitz-Denkmal |    |
| weitere Bilder Fotos hochladen | Ruine des Zeughauses                  | Zeughof (Karte)                                  |           | Ruine des Zeughaus |    |
| weitere Bilder Fotos hochladen | Torpfeiler                            | Zeughof (Karte)                                  |           | Torpfeiler am Zugang von der Geleitstraße |    |
| Fotos hochladen                | Wohnhaus                              | Zöllnerstraße 11 (Karte)                         |           | Wohnhaus |    |
| Fotos hochladen                | Wohnhaus                              | Zöllnerstraße 13 (Karte)                         |           | Wohnhaus |    |
| Fotos hochladen                | Wohnhaus                              | Zöllnerstraße 15 (Karte)                         |           | Wohnhaus |    |
| Fotos hochladen                | Haus Muthesius                        | Zöllnerstraße 16 (Karte)                         |           | Haus Muthesius |    |
| Fotos hochladen                | Wohnhaus                              | Zöllnerstraße 17 (Karte)                         |           | Wohnhaus mit Gartenanlage, Nebengebäude und Teehaus |    |
| BW                             | Blindenheim                           | Zöllnerstraße 28 (Karte)                         |           | Blindenheim, Max-Zöllner-Stiftung |    |
| Fotos hochladen                | Jugendgästehaus                       | Zum Wilden Graben 12 (Karte)                     |           | Jugendgästehaus |    |